# Општина Ивешти (Васлуј)
Ивешти (рум. Iveşti) општина је у Румунији у округу Васлуј.
Oпштина се налази на надморској висини од 73 m.